# Arothron diadematus
Arothron diadematus — вид риб родини Tetraodontidae.

## Назва
В англійській мові має назву «масковий пуффер» (англ. Masked puffer). 

## Опис
Риба до 30 см завдовжки. Має чорну смугу («маску») через очі та грудні плавці. Зустрічається поодинці, плаває повільно, часто лежить на дні.

## Поширення та середовище існування
Живе у багатих на коралові рифи територіях та затоках на глибині від 3 до 25 м. Лише в червоному морі.

## Галерея

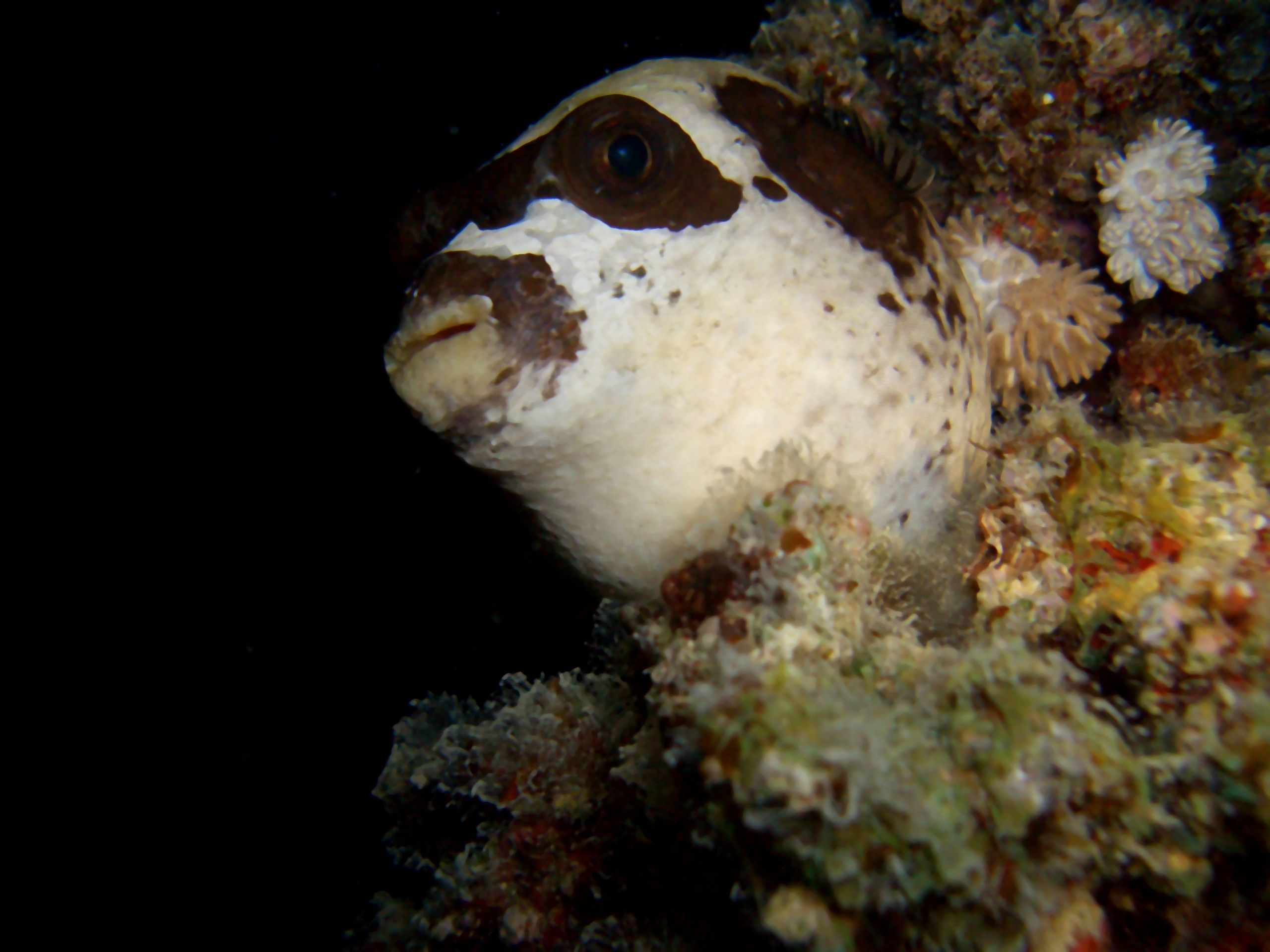
Риба зблизька
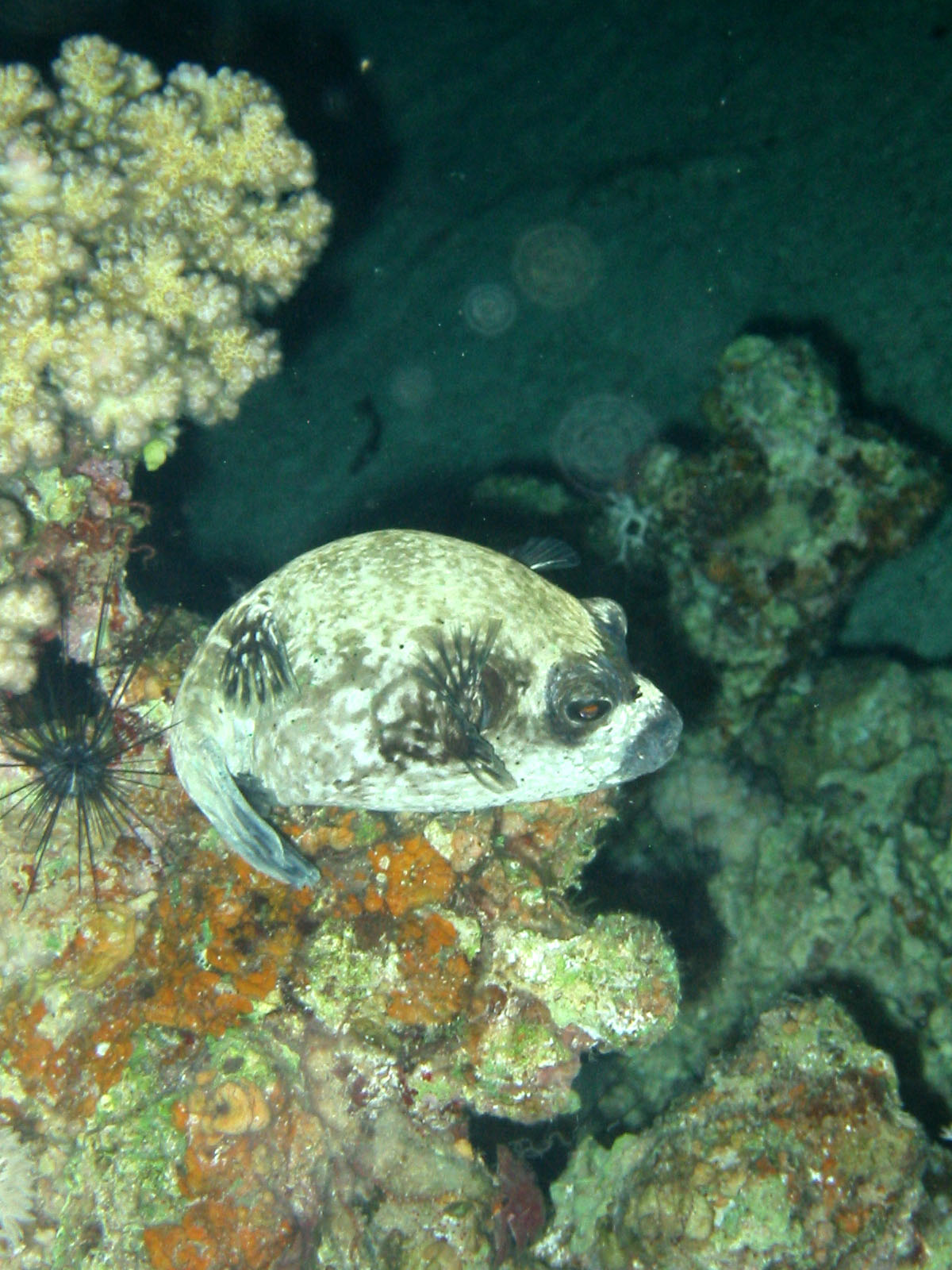
Риба спить вночі